# Терехов, Александр Вячеславович
Александр Вячеславович Терехов (род. 31 августа 1969, Москва) — советский и российский хоккеист, защитник.

## Биография
Воспитанник «Крыльев Советов», тренер Константин Смирнов. Выступал за команды «Крылья Советов» (1986/87 — 1987/88, 1989/90, 1998/99), ШВСМ Москва (1987/88), СКА МВО Калинин (1988/89 — 1989/90), «Буран» Воронеж (1989/90), «Итиль» Казань (1990/91), «Кристалл» Электросталь (1990/91 — 1991/92), «Аргус» Москва (1991/92), «Спартак» Москва (1991/92 — 1992/93), «Вятич» Рязань (1992/93), «Металлург» / "Северсталь Череповец (1993/94 — 1994/95, 1995/96 — 1996/97), «Пардубице» (Чехия, 1995/96), ЦСКА (1996/97 — 1997/98), «Витязь» Подольск (1999/2000 — 2000/01), «Липецк» (2001/02), «Титан» Клин (2002/03 — 2006/07).
Бронзовый призёр чемпионата Европы среди юниоров 1987. Играл за вторую сборную России на «Призе „Известий“-1993».
Окончил Университет имени Лесгафта (1991). Старший тренер «Титана» (ВХЛ, 2013—2014), старший тренер команды «Клин спортивный» (МХЛ-Б, 2014/15, до 19 декабря).
Тренер в школах «Клин спортивный» (2014/15 — 2017/18), «Ледяные воины» Москва (2017/18), «Армада» Одинцово (с 2018).
Сын Иван Кирилин (род. 2006) — хоккеист.